# José Nambi
José Nambi (* 5. Juni 1949 in Chinjenje; † 31. Oktober 2022 in Kuito) war ein angolanischer Geistlicher und römisch-katholischer Bischof von Kwito-Bié.

## Leben
José Nambi empfing am 15. August 1976 nach seiner theologischen Ausbildung das Sakrament der Priesterweihe.
Am 15. Dezember 1995 ernannte ihn Papst Johannes Paul II. zum Koadjutorbischof von Kwito-Bié. Der Apostolische Nuntius in Angola, Erzbischof Félix del Blanco Prieto, spendete ihm am 17. März 1996 die Bischofsweihe; Mitkonsekratoren waren der Bischof von Benguela, Oscar Lino Lopes Fernandes Braga, und der Bischof von Kwito-Bié, Pedro Luís António.
Am 15. Januar 1997 wurde José Nambi in Nachfolge von Pedro Luís António, der aus Altersgründen zurücktrat, Bischof von Kwito-Bié. 
José Nambi starb am 31. Oktober 2022 im Walter–Strangway–Hospital in Kuito in Angola im Alter von 73 Jahren an den Folgen einer diabetischen Ketoazidose und einem Herzstillstand.